# Pierre Winter (colonel)
Pour les articles homonymes, voir Pierre Winter et Winter.
Pierre Winter, né le 13 novembre 1759 à Wesel (Prusse), mort le 17 octobre 1817 à Metz (Moselle), est un militaire français de la Révolution et de l’Empire.

## États de service
Il entre en service le 31 mars 1778, comme soldat aux gardes françaises, il devient caporal le 20 janvier 1784 et sergent le 30 mai 1787. Le 1er septembre 1789, il passe dans la garde nationale parisienne soldée, où il est nommé sous-lieutenant le 5 septembre suivant. 
Le 3 août 1791, il entre comme lieutenant dans le 103e régiment d’infanterie, formé d’une partie de la garde parisienne soldée. Il fait les campagnes de 1792 à l’an IX, aux armées de la Moselle, de Sambre-et-Meuse, du Rhin, d’Italie et de l’Ouest. Il reçoit son brevet de capitaine adjudant-major le 4 novembre 1793, et celui de chef de bataillon le 27 juillet 1794. Il passe avec son bataillon dans la 181e demi-brigade de bataille, amalgamée le 5 avril 1796, dans la 92e de ligne, devenue 92e régiment d’infanterie le 24 décembre 1803.
Employé en l’an X, au corps d’observation de la Gironde, il sert en l’an XI à l’armée de Batavie. Il est nommé major du 79e régiment d’infanterie de ligne le 3 novembre 1803, et il est fait chevalier de la Légion d’honneur le 25 mars 1804. Il fait la campagne de l’an XIV, à l’armée d’Italie, et celle de 1806 à 1808, en Dalmatie et en Illyrie. Il prend une part distinguée à la campagne de 1809 à l’armée d’Italie, et mérite par sa conduite le titre de chevalier de l’Empire le 15 août 1809 et la croix d’officier de la Légion d’honneur le 31 octobre 1809.
Le 17 avril 1810, il est promu colonel provisoire au 2e régiment de chasseurs d’Illyrie dit « d’Ottoschatz », et il est confirmé dans son grade par l’Empereur le 20 juillet 1811, pour prendre rang à la date de nomination provisoire. Atteint d’infirmités graves qui ne lui permettent plus de supporter les fatigues de la guerre, il est admis à la retraite le 8 juillet 1812.
Il meurt le 17 octobre 1817, à Metz.

## Sources
- A. Lievyns, Jean Maurice Verdot, Pierre Bégat, Fastes de la Légion-d'honneur, biographie de tous les décorés accompagnée de l'histoire législative et réglementaire de l'ordre, Tome 4, Bureau de l’administration, 1844, 640 p. (lire en ligne), p. 429.
- « La noblesse d’Empire » (consulté le 28 août 2017)
- Biographie des hommes du jour industriels, conseillers d'État, artistes, chambellans, députés, prêtres, militaires, écrivains, rois, diplomates ..., Volume 3, Henri Krabbe, 1837, p. 68.
- Léon Hennet, Etat militaire de France pour l’année 1793, Siège de la société, Paris, 1903, p. 168.
- Danielle Quintin et Bernard Quintin, Dictionnaires des colonels de Napoléon, S.P.M., 2013, 978 p. (ISBN 978-2-296-53887-0, lire en ligne)